# Complejo Hospitalario Universitario de La Coruña

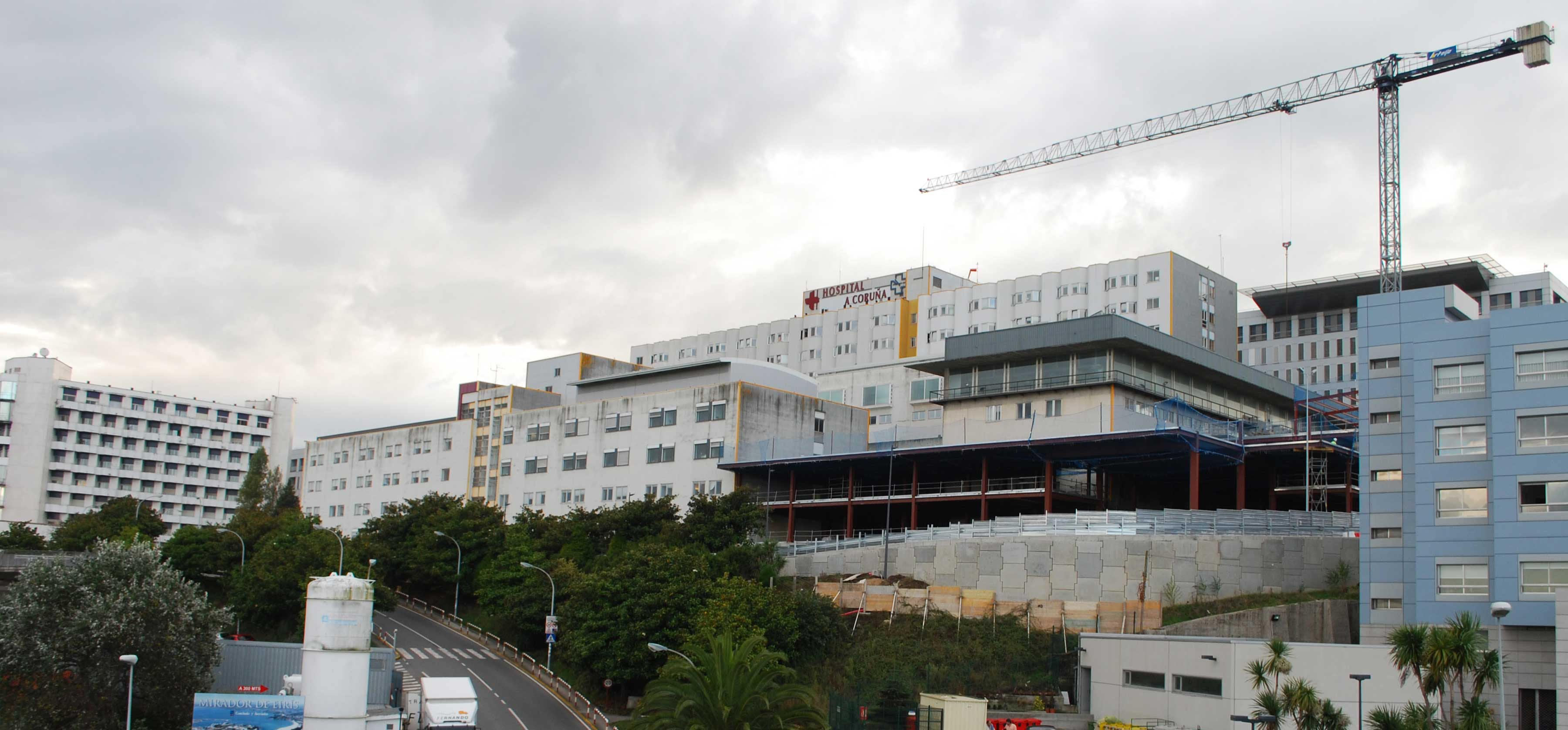
El Hospital A Coruña en obras para su ampliación (2012)

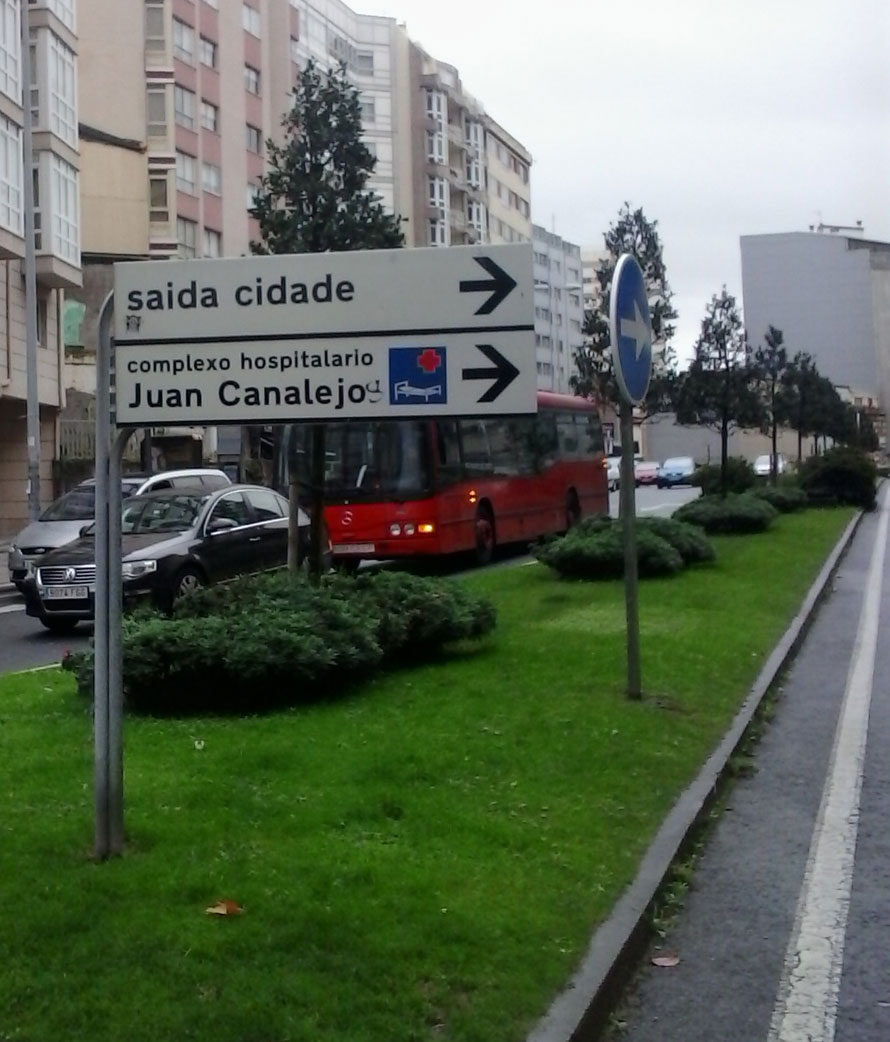
Señal Juan Canalejo en el año 2013

El Complejo Hospitalario Universitario de La Coruña (CHUAC), antes conocido como Ciudad Sanitaria Juan Canalejo, es un complejo hospitalario con varios centros de asistencia sanitaria especializada, docencia e investigación dependiente del Servicio Gallego de Salud, localizado en la ciudad de La Coruña, en la zona de As Xubias. Se inauguró en 1972 y tiene una zona de docencia dependiente de la Universidad de La Coruña.

## Historia
El CHUAC fue inaugurado el 21 de agosto de 1972 por Francisco Franco con el nombre de Residencia Sanitaria Juan Canalejo en honra al falangista Juan Canalejo. El edificio había sido diseñado por el arquitecto Martín José Marcide y había costado en ese entonces 135 millones de pesetas. Tenía una superficie de 50.000 metros cuadrados y 830 camas, y era el mayor hospital de Galicia. Hasta su inauguración el hospital coruñés era el actual Materno Infantil Teresa Herrera que tenía unas 250 camas y era de medicina general. En su inauguración tenía una parte de medicina general, un centro de traumatología y rehabilitación y el área de consultas externas. Fue el primer hospital de Galicia en hacer trasplantes de riñón en 1981, de corazón en 1991, y de hígado en 1994 y era un centro de referencia para tratar a hemofílicos o a lesionados medulares. En 1976 hizo la primera operación para separar siamesas. En 1992, el hospital, que entonces dependía del Instituto Nacional de la Salud, pasó a depender del Servicio Gallego de Salud. En 2008 fue pionero en practicar una operación intrauterina o en extraer la vesícula por la vagina.
El centro es de referencia en quemados críticos, trasplante de pulmón, traumatología infantil, entre otros. Hoy en día, del Complejo Hospitalario Universitario de La Coruña (CHUAC) forma parte el Hospital Abente y Lago, el Materno Infantil (Teresa Herrera) y el Marítimo de Oza así como los centros de Carballo y Betanzos. En total cuenta con más de 4.800 empleados, unas 1.440 camas y 30 quirófanos, según la Memoria de 2011.
El 29 de enero de 2020 el presidente de la Junta de Galicia, Alberto Núñez Feijóo, anunció su ampliación, con una inversión de 395 millones de euros.

## Recursos asistenciales
El CHUAC está formado por un grupo de centros asistenciales y recursos sanitarios de la ciudad de La Coruña y ayuntamientos del área de influencia sanitaria que comprende el área de Cee y La Coruña. Incluye los ayuntamientos de la costa desde Corcubión hasta Miño y por el interior hasta Sobrado.
| Centro                                   | Camas | Quirófanos | Salas de consulta y pruebas | Boxes deUrxencias |
| ---------------------------------------- | ----- | ---------- | --------------------------- | ----------------- |
| Hospital Universitario de La Coruña      | 1090  | 18         | 55                          | 32                |
| Hospital Teresa Herrera                  | 305   | 7          | 66                          | 5                 |
| Hospital Marítimo de Oza                 | 156   | -          | 9                           | -                 |
| Hospital Abente y Lago                   | 116   | 7          | 52                          | -                 |
| Centro de Especialidades del Ventorrillo | -     | -          | 57                          | -                 |
| Centro de Especialidades de Carballo     | -     | -          | 9                           | -                 |
| Centro de Especialidades de Betanzos     | -     | -          | 7                           | -                 |
| Otros                                    | -     | -          | 3                           | -                 |
| TOTAL                                    | 1.667 | 32         | 258                         | 15                |
| Recursos humanos                         |       |            |                             |                   |
| Personal                                 | 1875  | 1875       | 1875                        | 1875              |

## Centros

### Hospital Universitario de La Coruña
Anteriormente llamado Juan Canalejo, nombre retirado por la Ley de Memoria Histórica de España.

### Instituto de Investigación Biomédica de La Coruña
En un edificio anexo se encuentra el Instituto de Investigación Biomédica de La Coruña (INIBIC), centro de investigación desarrollado en colaboración con la Universidad de La Coruña.